# Коул Камп (Мисури)
Коул Камп (енгл. Cole Camp) град је у америчкој савезној држави Мисури.

## Демографија
По попису из 2010. године број становника је 1.121, што је 93 (9,0%) становника више него 2000. године.
| Група             | 2000.         | 2010.         |
| Белци             | 1.012 (98,4%) | 1.094 (97,6%) |
| Афроамериканци    | 1 (0,1%)      | 0 (0,0%)      |
| Азијати           | 2 (0,2%)      | 3 (0,3%)      |
| Хиспаноамериканци | 5 (0,5%)      | 10 (0,9%)     |
| Укупно            | 1.028         | 1.121         |